# فردیناند مارشال
فردیناند مارشال (انگلیسی: Ferdinand Marschall; ۱۹ فوریهٔ ۱۹۲۴ – ۱۴ نوامبر ۲۰۰۶) داور فوتبال اهل اتریش بود.
وی بازی فینال جام ملت‌های اروپا ۱۹۷۲ را داوری کرد.